# 박건호 (바둑 기사)
박건호(朴鍵昊, 1998년 6월 14일 ~ )는 대한민국의 바둑 기사이다.

## 약력
경남 양산 출신으로 8살에 양산 덕계 영재 바둑학원에서 바둑에 입문했다. 2014년 제6회 중고연맹 회장배 고등최강부 3위를 차지했다. 2015년 제135회 일반입단대회를 통해 입단했다. 2017년 KB국민은행 퓨처스리그와 바둑리그에 출전했고 크라운해태배 본선 16강에 올랐다. 2018년 제3회 미래의 별 신예최강전 결승에서 안정기에게 져서 준우승을 차지했다. 2023년에 8단으로 승단했다.